# Liste der Baudenkmale in Ueckermünde
In der Liste der Baudenkmale in Ueckermünde sind alle denkmalgeschützten Bauten der vorpommerschen Stadt Ueckermünde und ihrer Ortsteile aufgelistet. Grundlage ist die Veröffentlichung der Denkmalliste des Kreises Uecker-Randow mit dem Stand vom 1. Februar 1996. 

## Baudenkmale nach Ortsteilen

### Bellin
| ID | Lage                  | Bezeichnung                               | Beschreibung | Bild                                      |
| -- | --------------------- | ----------------------------------------- | ------------ | ----------------------------------------- |
|    | Dorfstraße 24 (Karte) | Wohnhaus                                  |              | Wohnhaus                                  |
|    | Dorfstraße 31 (Karte) | Schule und Scheune                        |              | Schule und Scheune                        |
|    | (Karte)               | Friedhofskapelle                          |              | Friedhofskapelle                          |
|    | (Karte)               | Kriegerdenkmal 1914/18 (auf dem Friedhof) |              | Kriegerdenkmal 1914/18 (auf dem Friedhof) |

### Berndshof
| ID | Lage    | Bezeichnung                   | Beschreibung | Bild                          |
| -- | ------- | ----------------------------- | ------------ | ----------------------------- |
|    | (Karte) | Gasthaus mit Saalanbau        |              | Gasthaus mit Saalanbau        |
|    | (Karte) | Schule mit Wirtschaftsgebäude |              | Schule mit Wirtschaftsgebäude |

### Ueckermünde
| ID | Lage                                               | Bezeichnung | Beschreibung | Bild                                                           |
| -- | -------------------------------------------------- | --- | --- | -------------------------------------------------------------- |
|    | Altes Bollwerk 5 (Karte)                           | Haustür | | Haustür                                                        |
|    | (Karte)                                            | Haustür | | Haustür                                                        |
|    | Altes Bollwerk 8 (Karte)                           | Wohnhaus mit Hintergebäude                                                                                      | 3-gesch- historisierendes Haus vom 19. Jh. | Wohnhaus mit Hintergebäude                                     |
|    | Altes Bollwerk 13 (Karte)                          | Speicher | Heute Wohn- und Geschäftshaus | Speicher                                                       |
|    | Am Markt (Karte)                                   | Brunnen | |                                                                |
|    | Am Markt 4 (Karte)                                 | Haustür zur Schulstraße                                                                                         | |                                                                |
|    | Am Markt 8 (Karte)                                 | Wohnhaus | |                                                                |
|    | Am Rathaus 4 (Karte)                               | Wohnhaus mit Hofgebäude                                                                                         | |                                                                |
|    | Am Strand (Karte)                                  | Strandhalle | 1926 durch den Badeverein errichtet; 1938 um Terrasse ergänzt; zu DDR-Zeiten HO-Selbstbedienungsrestaurant; seit 1994 städtisches Eigentum, verpachtete an die Radeberger Brauerei. | Strandhalle                                                    |
|    | Apfelallee (Karte)                                 | Schule (Altbau)                                                                                                 | |                                                                |
|    | Bahnhof (Eggesiner Straße) und Lokschuppen (Karte) | Wasserturm sowie Bahnarbeiterhäusern Eggesiner Straße 8 und 10                                                  | Bahnhof Ueckermünde | Wasserturm sowie Bahnarbeiterhäusern Eggesiner Straße 8 und 10 |
|    | Belliner Straße (Karte)                            | Sowjetischer Ehrenfriedhof                                                                                      | |                                                                |
|    | Bergstraße (Karte)                                 | Speicher | |                                                                |
|    | Bergstraße/Wallstraße (Karte)                      | Speicher | Großer- und kleiner Speicher von 1680 und 1720, 2002 Kulturspeicher | Speicher                                                       |
|    | Dr.-Günther-Bodek-Straße (Karte)                   | Denkmal für Dr. Günther Bodek                                                                                   | |                                                                |
|    | Eggesiner Straße 9 (Karte)                         | Wohnhaus | | Wohnhaus                                                       |
|    | (Karte)                                            | Friedhof (Belliner Straße) mit Friedhofskapelle, Grabmal Koehn, Grabmal Münter und allen Alleen                 | |                                                                |
|    |                                                    | Jüdischer Friedhof (Wiesenstraße)                                                                               | |                                                                |
|    | Gerichtsstraße 2 (Karte)                           | Wohnhaus | |                                                                |
|    | Gerichtsstraße 14 (Karte)                          | Wohnhaus | |                                                                |
|    | Gerichtsstraße 15 (Karte)                          | Krankenhaus | |                                                                |
|    | Gerichtsstraße 16 (Karte)                          | Gericht mit Gefängnistrakt                                                                                      | Amtsgericht Ueckermünde | Gericht mit Gefängnistrakt                                     |
|    | Goethestraße 8 (Karte)                             | Post | |                                                                |
|    | Goethestraße 9 (Karte)                             | Wohnhaus | |                                                                |
|    | Goethestraße 11 (Karte)                            | Wohnhaus | |                                                                |
|    | Goethestraße 14 (Karte)                            | Wohnhaus | |                                                                |
|    | Goethestraße (Karte)                               | Schule mit zwei Toren zum Schulhof und Turnhalle                                                                | |                                                                |
|    | Hospitalstraße 1 (Karte)                           | Wohnhaus | |                                                                |
|    | Hospitalstraße 2 (Karte)                           | Wohnhaus | |                                                                |
|    | Hospitalstraße 12 (Karte)                          | Wohnhaus und Gaststätte                                                                                         | | Wohnhaus und Gaststätte                                        |
|    | Kamigstraße 1 (Karte)                              | Haustür | |                                                                |
|    | Kamigstraße 8 (Karte)                              | Haustür | |                                                                |
|    | Kamigstraße 9 (Karte)                              | Wohnhaus | |                                                                |
|    | Kamigstraße 12 (Karte)                             | Haustür | |                                                                |
|    | Kamigstraße 15 (Karte)                             | Haustür | |                                                                |
|    | Kamigstraße 18 (Karte)                             | Wohnhaus | |                                                                |
|    | Kamigstraße                                        | vier gusseiserne Maste                                                                                          | |                                                                |
|    | Kastanienallee 14 (Karte)                          | Villa | |                                                                |
|    | Kastanienallee                                     | Allee | |                                                                |
|    | (Karte)                                            | Kirche St. Marien                                                                                               | Gotischer Vorgängerbau von nach 1473; Barocke Kirche von 1766, flachgedeckter Rck-Saal mit Empore mit Säulen an der Rückwand; achteckiger neogotischer Westturm von 1863 mit spitzem Helm; Kanzelaltar von 1775 in Stil des Rokokos. | Kirche St. Marien                                              |
|    | Klockenberg 29 (Karte)                             | ehem. Schmiede                                                                                                  | |                                                                |
|    | Liepgartener Straße 50 (Karte)                     | Villa und Einfahrtstor                                                                                          | |                                                                |
|    | Liepgartener Straße 88 (Karte)                     | Wohnhaus | |                                                                |
|    | Liepgartener Straße 88A (Karte)                    | Mühle | |                                                                |
|    | Neues Bollwerk (Karte)                             | Speicher | 4-gesch. rechteckiger Putzbau mit Walmdach | Speicher                                                       |
|    | Neues Bollwerk 1 (Karte)                           | Wohnhaus | | Wohnhaus                                                       |
|    | Neues Bollwerk 5 (Karte)                           | Wohnhaus | |                                                                |
|    | Neues Bollwerk 6 (Karte)                           | Wohnhaus | | Wohnhaus                                                       |
|    | Ravensteinstraße 18 (Karte)                        | Wohnhaus | |                                                                |
|    | Ravensteinstraße (Karte)                           | Christophorus-Krankenhaus mit den Gebäuden 1–17 und Friedhof                                                    | | Christophorus-Krankenhaus mit den Gebäuden 1–17 und Friedhof   |
|    | Robert-Koch-Straße 1 (Karte)                       | Wohnhaus | |                                                                |
|    | Robert-Koch-Straße 2 (Karte)                       | Wohnhaus | |                                                                |
|    | Robert-Koch-Straße 3 (Karte)                       | Wohnhaus | |                                                                |
|    | Robert-Koch-Straße 4 (Karte)                       | Wohnhaus | |                                                                |
|    | Robert-Koch-Straße 6 (Karte)                       | ehem. Wirtschaftshof des Christophorus-Krankenhauses mit Wohnhaus, Scheune, zwei Ställen und der Hofpflasterung | |                                                                |
|    | (Karte)                                            | Schloss | Burg Rochow von 1178, seit 1284 castrum ukermund; nur der runde Bergfried mit um 1908 veränderter, achteckiger, barocker, welscher Turmhaube erhalten; vierflügeliges Schloss von 1546 im Renaissancestil: Erhalten nur der 2-gesch. Südflügel mit 7-achsiger Hofseite, im 18. Jh. ein Stockwerk abgetragen; segmentbogige Durchfahrt zum Schlosshof; heute Stadtverwaltung. | Schloss                                                        |
|    | Schulstraße 3 (Karte)                              | Wohnhaus | |                                                                |
|    | Schulstraße 13 (Karte)                             | Wohnhaus und Gaststätte „Athena“                                                                                | Um 2003 saniert | Wohnhaus und Gaststätte „Athena“                               |
|    | Schulstraße 17 (Karte)                             | Wohnhaus | |                                                                |
|    | Schulstraße 20 (Karte)                             | Haustür | |                                                                |
|    | Schulstraße 21 (Karte)                             | Superintendentur                                                                                                | Haus von 1774, heute mit Kirchenbüro und Wohnung | Superintendentur                                               |
|    | Schulstraße 21 (Karte)                             | Haustür | |                                                                |
|    | Töpferstraße 21, 22, 23 (Karte)                    | Reste der Stadtmauer                                                                                            | |                                                                |
|    | Töpferstraße 28 (Karte)                            | Wohnhaus | |                                                                |
|    | Ueckerstraße 27 (Karte)                            | Wohnhaus | |                                                                |
|    | Ueckerstraße 30 (Karte)                            | Haustür | |                                                                |
|    | Ueckerstraße 37 (Karte)                            | Haustür | |                                                                |
|    | Ueckerstraße 41 (Karte)                            | Haustür | |                                                                |
|    | Ueckerstraße 44 (Karte)                            | Wohnhaus | |                                                                |
|    | Ueckerstraße 48 (Karte)                            | ehem. Landratsamt, heute Christopher-Krankenhaus                                                                | |                                                                |
|    | Ueckerstraße 48                                    | Gedenkplatte Ehm Welk                                                                                           | |                                                                |
|    | Ueckerstraße 50 (Karte)                            | Feuerwehr | |                                                                |
|    | Ueckerstraße 55 (Karte)                            | Wohnhaus | |                                                                |
|    | Ueckerstraße 59 (Karte)                            | Ehm-Welk-Schule                                                                                                 | |                                                                |
|    | Ueckerstraße 62 (Karte)                            | Haustür | |                                                                |
|    | Ueckerstraße 67 (Karte)                            | Wohn- und Geschäftshaus                                                                                         | |                                                                |
|    | Ueckerstraße 72 (Karte)                            | Balkongitter | |                                                                |
|    | Ueckerstraße 77 (Karte)                            | Wohn- und Geschäftshaus                                                                                         | 3-gesch. Haus von 1906 im Jugendstil | Wohn- und Geschäftshaus                                        |
|    | Ueckerstraße 79 (Karte)                            | Wohn- und Geschäftshaus                                                                                         | |                                                                |
|    | Ueckerstraße 84 (Karte)                            | ehem. Küsterhaus                                                                                                | |                                                                |
|    | Ueckerstraße 86 (Karte)                            | Wohnhaus | |                                                                |
|    | Ueckerstraße 93 (Karte)                            | Wohn- und Geschäftshaus                                                                                         | |                                                                |
|    | Ueckerstraße 95 (Karte)                            | Wohn- und Geschäftshaus mit Nebengebäude                                                                        | |                                                                |
|    | Ueckerstraße 96 (Karte)                            | Wohn- und Geschäftshaus                                                                                         | |                                                                |
|    | Ueckerstraße 100 (Karte)                           | Haustür | | Haustür                                                        |
|    | Ueckerstraße 103 (Karte)                           | Wohn- und Geschäftshaus                                                                                         | | Wohn- und Geschäftshaus                                        |
|    | Ueckerstraße 105 (Karte)                           | Wohn- und Geschäftshaus                                                                                         | |                                                                |
|    | Ueckerstraße 107 (Karte)                           | Wohn- und Geschäftshaus                                                                                         | | Wohn- und Geschäftshaus                                        |
|    | Ueckerstraße 109 (Karte)                           | Speicher | |                                                                |
|    | Ueckerstraße 111/Bergstraße (Karte)                | Speicher (Detail)                                                                                               | | Speicher (Detail)                                              |
|    | Ueckerstraße 121 (Karte)                           | Haustür | |                                                                |
|    | Ueckerstraße 127 (Karte)                           | Wohnhaus mit Anbau                                                                                              | | Wohnhaus mit Anbau                                             |
|    | Ueckerstraße                                       | Ernst-Thälmann-Gedenkstein                                                                                      | |                                                                |
|    | Wallstraße 3 (Karte)                               | Wohnhaus | |                                                                |
|    | Wallstraße 12 (Karte)                              | Wohnhaus | |                                                                |
|    | Wallstraße 18 (Karte)                              | Haustür mit Oberlicht                                                                                           | Haus von um 1790 | Haustür mit Oberlicht                                          |
|    | Wallstraße 26 (Karte)                              | Wohnhaus | |                                                                |
|    | Wallstraße 31 (Karte)                              | Wohnhaus | |                                                                |
|    | Weg am Rosengarten 4 (Karte)                       | Wohnhaus (Haus Saegebarth)                                                                                      | |                                                                |

## Bewegliche Denkmale
| ID | Lage        | Bezeichnung                | Beschreibung | Bild                       |
| -- | ----------- | -------------------------- | ------------ | -------------------------- |
|    | Ueckermünde | Fahrgastschiff Ueckermünde |              | Fahrgastschiff Ueckermünde |

## Quelle
- Bericht über die Erstellung der Denkmallisten sowie über die Verwaltungspraxis bei der Benachrichtigung der Eigentümer und Gemeinden sowie über die Handhabung von Änderungswünschen (Stand: Juni 1997)